# Meer van Sankt Moritz
Het Meer van Sankt Moritz (Duits: St. Moritzersee, Reto-Romaans: Lej da San Murezzan) is een meer in Sankt Moritz, Zwitserland. Het is het op twee na grootste meer in Engadin na het Silsmeer en het Silvaplanameer.
In januari of februari worden polowedstrijden georganiseerd op het bevroren meer.
Ook worden er in februari paardenrennen gehouden, de zogenaamde "White Turf". Deze worden al georganiseerd sinds 1907. In Sankt Moritz is ook (een versie van) skijøring uitgevonden. Hierbij worden skiërs voortgetrokken door een paard. Deze sport werd ook als demonstratiesport gehouden op de Olympische Winterspelen 1928.
Tot voor een paar jaar konden toeristen en inwoners hun auto's parkeren op het bevroren meer. Dit is echter tegenwoordig verboden vanwege de instabiliteit van het ijs.
In de zomer kunnen er op het meer verschillende sporten worden beoefend, waaronder windsurfen, waterskiën en kajakken.

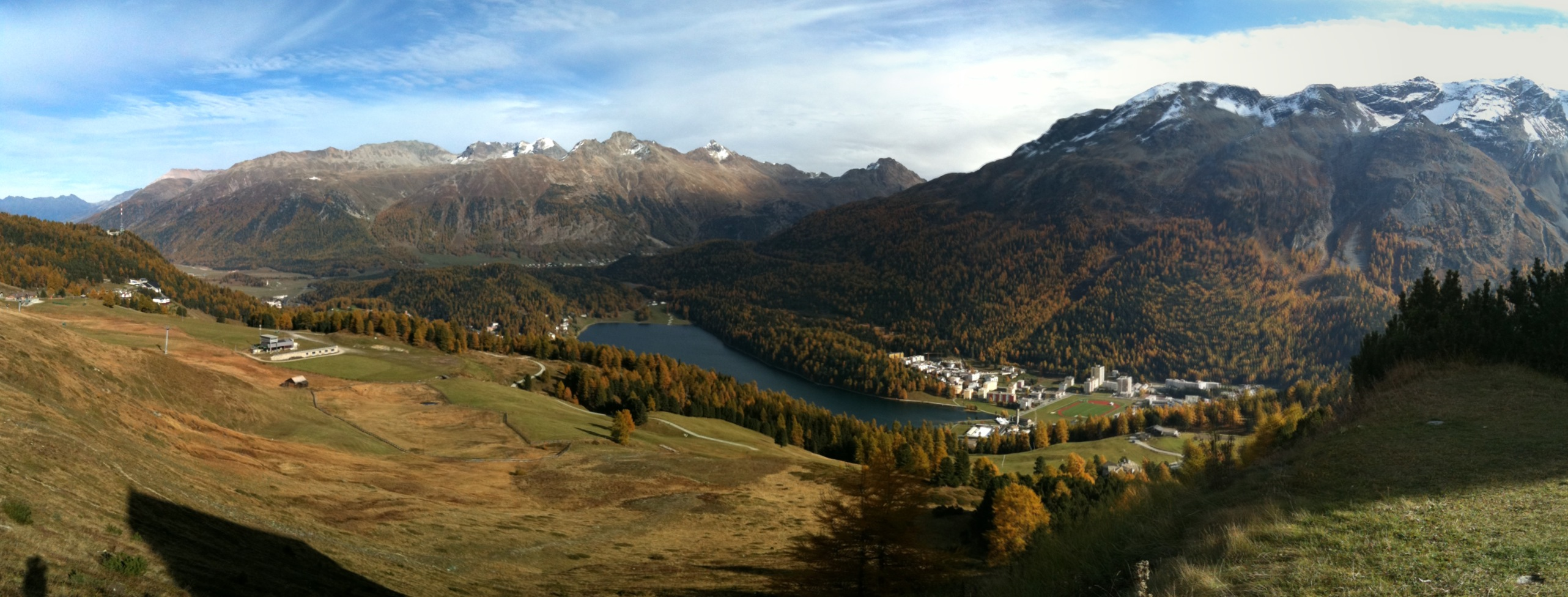
Zicht op het meer en de stad vanaf de Corviglia

Meer van Sankt Moritz in het midden op de nationale kaart van Zwitserland (1:25.000)